# Albina Marçal Freitas

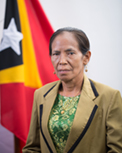
Albina Marçal Freitas

Albina Marçal Freitas, Kampfname Bia Shana Falu (* 12. Februar 1958 in Bauro, Portugiesisch-Timor; † 29. Dezember 2019 in Dili, Osttimor) war eine Politikerin aus Osttimor und Mitglied der Partei Congresso Nacional da Reconstrução Timorense (CNRT).

## Werdegang
Die Schulausbildung von Freitas endete mit dem Vorbereitungszyklus der Sekundarstufe II. Sie war zunächst auf dem Colégio Dom Bosco in Fuiloro, dann im Colégio Òscar Ruas der Canossianerinnen in Ossu. Freitas wurde Lehrerin in Fuiloro, Luro und Loré. Nach Einmarsch der Indonesier schloss sie sich der Guerilla der FALINTIL an, wo sie unter Lere Anan Timur diente. Sie wurde Mitglied der Organização Popular da Juventude Timorense (OPJT) und der Organização Popular da Mulher Timor (OPMT) sowie des Zentralkomitees der FRETILIN (CCF). Schließlich geriet Freitas 1986 in Lospalos in indonesische Gefangenschaft, wo sie vier Jahre blieb. Da man ihr im Widerstand misstraute, wurde sie erst 1996 wieder in die Reihen aufgenommen.
Später wurde Freitas Gründerin und Direktorin der Nichtregierungsorganisation Organização Luzeiro und Mitglied des Vorstands der Frauenrechtsorganisation Alola Foundation. Im Jahr 2000 veröffentlichte sie ein Papier zur Rolle der Frau im Unabhängigkeitskampf gegen die Indonesier (O papel da mulher Timor no conflito armado). Während der Übergangsverwaltung der Vereinten Nationen für Osttimor (UNTAET) war Freitas Administratorin des SubdistriktsLospalos.
Seit 2012 war Freitas für den CNRT Abgeordnete des Nationalparlaments Osttimors. Hier war sie in ihrer ersten Legislaturperiode in der Kommission für Öffentliche Finanzen (Kommission C). Bei den Parlamentswahlen am 22. Juli 2017 gelang ihr der Wiedereinzug in das Parlament auf Listenplatz 21 des CNRT. Sie wurde Sekretärin der Kommission für Infrastruktur, Transport und Kommunikation  (Kommission E) und Vizepräsidentin der GMPTL (Gruppe der Parlamentarierinnen von Osttimor). Nach der Auflösung des Parlaments trat Freitas bei den Neuwahlen am 12. Mai 2018 auf Listenplatz 15 der Aliança para Mudança e Progresso (AMP) an, zu der auch der CNRT gehörte, und zog erneut in das Parlament ein. Sie wurde wieder Mitglied der Kommission für Öffentliche Finanzen (C).
Im Oktober 2019 wurde Freitas aufgrund gesundheitlicher Probleme zur Behandlung nach Malaysia gebracht. Zurück in Dili wurde sie am 25. Dezember in das Hospital Nacional Guido Valadares eingeliefert, wo sie in der Nacht zum 29. Dezember um 0:15 Uhr Ortszeit verstarb. Sie wurde im Heldenfriedhof in Metinaro beerdigt.

## Auszeichnungen
Freitas war seit 2006 Trägerin des Großen Ordens Nicolau Lobato, erster Klasse. Am 20. August 2014 erhielt sie die Medaille des Ordem da Guerrilha.

## Familie

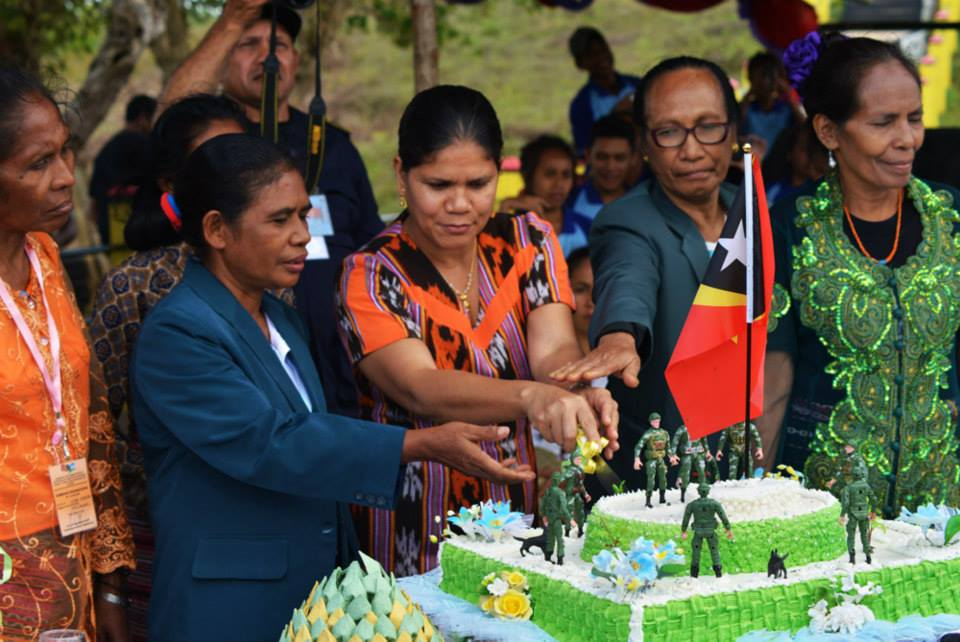
Freitas (links in blau) mit Isabel da Costa Ferreira bei der Einweihung des Mahnmals zur Tchaivatcha-Tragödie (2015)

Ihr Mann Miguel Pereira (Kampfname Falutxai), den sie 1982 während des Freiheitskampfes gegen die Indonesier im Busch heiratete (mit Xanana Gusmão al Trauzeuge), starb bei der sogenannten „Tchaivatcha-Tragödie“ am 21. Juli 1985. An der Errichtung des großen Mahnmals 2015 war Freitas maßgeblich beteiligt. Auch Albinas Geschwister Benedita (Dircy Betty) und Ernesto Freitas fielen im bewaffneten Kampf gegen die Indonesier. Albina hat außerdem noch einen weiteren Bruder und zwei Schwestern.